# Сторожевское 1-е сельское поселение
Сторожевское 1-е сельское поселение — муниципальное образование в Острогожском районе Воронежской области.
Административный центр — село Сторожевое 1-е.

## Административное деление
В состав поселения входит один населённый пункт:
- село Сторожевое 1-е.